# Jouke Douwe de Vries
Jouke Douwe de Vries (Leeuwarden, 2 april 1970) is een Nederlands bestuurskundige, docent, manager, politicus, bestuurder en singer-songwriter. Hij is lid van de lokale partij S!N (Sociaal in Noardeast-Fryslân). Sinds 30 januari 2025 is hij burgemeester van Achtkarspelen.

## Opleiding
De Vries is geboren in Leeuwarden en getogen in Berlikum en Sint Annaparochie. Hij ging via de brugklas van CSG Ulbe van Houten in Sint Annaparochie naar het Atheneum van het Lienward College in Leeuwarden. Daarna studeerde hij Nederlands en Engels aan de lerarenopleiding van de Noordelijke Hogeschool (NHL) in Leeuwarden. Van 2020 tot 2022 studeerde hij Managementwetenschappen aan de Open Universiteit met als afstudeerrichting Governance. Voor zijn afstudeerscriptie deed hij onderzoek naar netwerken voor onderwijs en zorg in de provincie Fryslân.

## Loopbaan
Van 1987 tot 1990 werkte De Vries, naast zijn studie, als freelance recensent en journalist voor het Friesch Dagblad en daarna als tekstschrijver, PR-functionaris en grafisch vormgever voor onder andere WiGro Software in Groningen en Farmex in Drachten.
Na zijn studie ging hij in 1995 aan de slag als docent Nederlands en Engels op het Dockinga College in Dokkum en vervolgens op het Lauwers College in Buitenpost, CSG Dingstede in Meppel en het Drenthe College in Meppel, voordat hij in 1998 terugkeerde naar het Dockinga College VMBO-T in Dokkum, waar hij in 2001 teamleider onderbouw werd en tevens het vak Fries ging geven. Van 2007 tot 2010 werkte hij als onderwijsadviseur en projectleider Fries in het voortgezet onderwijs voor Taalsintrum Frysk van Cedin in Drachten, waarna hij teamleider havo/vwo onderbouw werd op CSG Bogerman in Sneek en later afdelingsleider van de nieuwe mavo. In 2016 werd hij opleidingsmanager Elektrotechniek en Mechatronica op ROC Friese Poort in Sneek.
Begin 2019 werd De Vries beëdigd als wethouder Sociaal Domein, Welzijn en Onderwijs in de nieuwe gemeente Noardeast-Fryslân, die ontstond na de herindeling van de gemeenten Dongeradeel, Ferwerderadeel en Kollumerland c.a. Na de gemeenteraadsverkiezingen in 2022 kreeg De Vries ook Financiën in portefeuille. In juli 2022 kwam een einde aan zijn wethouderschap, toen zijn partij S!N uit de coalitie stapte. Op 30 januari 2025 werd hij geïnstalleerd als burgemeester van Achtkarspelen.

## Politiek
Sinds 1988 is De Vries actief in de politiek. Zo was hij begin jaren negentig voorzitter van de CDA-jongeren in Fryslân en is hij daarna nog enige tijd landelijk actief geweest voor het CDJA. De Vries is altijd voorvechter geweest van een sociale koers binnen de christen-democratie. Zo was hij in 1995 mede-oprichter van het Christelijk Sociaal Platform (CSP). Dit uit onvrede met de toenmalige politieke koers van het CDA en met als doel om een krachtig sociaal geluid te laten horen binnen de christen-democratie. Vanaf 2006 was De Vries zeven jaar lang fractievoorzitter van het CDA in de gemeente Dongeradeel.
Na een verschil van mening over de koers van de partij, stapte hij in maart 2013 uit de CDA-fractie. Vervolgens richtte De Vries met steun van GroenLinks de nieuwe lokale, sociale en groene partij Dongeradeel Sociaal op, waar ook leden van o.a. SP, D66 en PvdA zich bij aansloten. Bij de verkiezingen in 2014 haalde Dongeradeel Sociaal twee zetels in de raad van Dongeradeel. Bij de herindelingsverkiezingen van 2018 ging Dongeradeel Sociaal verder als S!N (Sociaal in Noardeast-Fryslân) en scoorde vier zetels in de raad van de nieuwe gemeente Noardeast-Fryslân.

De Vries werd vervolgens, namens S!N, wethouder Sociaal Domein, Welzijn en Onderwijs in het brede college van de nieuwe gemeente; samen met CDA, FNP, CU en VVD. Bij de verkiezingen in 2022 groeide S!N naar zeven zetels en werd het de tweede partij qua grootte, vlak achter de FNP met acht zetels. Samen met Gemeentebelangen (één zetel) vormde S!N een nieuw college, waarbij De Vries, naast Sociaal Domein, Welzijn en Onderwijs, ook Financiën in portefeuille kreeg.
In 2020 werd De Vries verkozen tot beste bestuurder van Fryslân. Op voordracht van lokale en regionale politici, bestuurders, secretarissen en griffiers. Zij zeiden over hem: "Wethouder Jouke Douwe de Vries staat met de portefeuille Sociaal Domein regelmatig voor lastige keuzes. Ondanks de tekorten op dit terrein werkt hij met daadkracht en deskundigheid aan voorstellen die effect hebben in de praktijk. Invullers noemen hem communicatief sterk en roemen hem om de wijze waarop hij contact en samenwerking zoekt met verschillende partijen."
Uit hoofde van zijn wethouderschap was hij tevens lid van de auditcommissie van de Veiligheidsregio Fryslân, het landelijk netwerk Met Andere Ogen (verbinding Onderwijs en Zorg) en de Friese Taskforce Wonen en Zorg. Tevens was hij voorzitter van het bestuurlijk platform van de Friese Preventie Aanpak. Vanuit die functie schreef hij in 2022 een position paper over de Friese Mienskip Oanpak, die mede als basis diende voor het Regioplan Friesland in het kader van FrIZA, het Friese Integraal Zorg Akkoord.
Op 4 juli 2024 stapte S!N uit de coalitie vanwege verstoorde verhoudingen mede als gevolg van een discussie over de komst van een AZC in Dokkum. Daarmee eindigde het wethouderschap De Vries en heeft hij de politiek in Noardeast-Fryslân na 18 jaar verlaten. Op 30 januari 2025 is hij beëdigd als burgemeester van buurgemeente Achtkarspelen. Sinds 22 januari 2025 is hij tevens lid van de Raad van toezicht van Connexa, de welzijnsorganisatie van de gemeenten Waadhoeke en Harlingen.

## Muziek
Als zoon van dirigent en muziekdocent Durk de Vries zong De Vries al vanaf jonge leeftijd in diverse kinderkoren en leerde hij meerdere instrumenten bespelen, waaronder piano en gitaar. In de jaren '80 ging hij zijn eigen liedjes schrijven. Eerst in het Engels, later ook in het Nederlands en Fries. In 1986 won hij de eerste prijs bij een landelijke compositiewedstrijd. Van 1993 tot 2006 haalde hij negen keer de finale van het Friestalige festival 'Liet'; als uitvoerend artiest, maar ook als componist en tekstdichter voor andere deelnemers.
Sinds 2006, toen hij gemeenteraadslid werd, treedt De Vries niet vaak meer op, maar hij is wel liedjes blijven schrijven en opnemen in zijn eigen studio. Hij neemt daarbij alle instrumenten en ook de productie voor zijn rekening. In het najaar van 2023 heeft hij veertig liedjes die hij eerder schreef, op Spotify, Apple Music en YouTube gezet. Sindsdien publiceert hij met enige regelmaat nieuw materiaal.